# Hervé Le Treut
Hervé Le Treut, né le 18 juin 1956 à Toulon, est un climatologue français, spécialiste de la simulation numérique du climat, membre de l'Académie des sciences, professeur à l'École polytechnique et à Sorbonne Université. Il a dirigé l'Institut Pierre-Simon Laplace (2008-2019). Il est actuellement président du comité scientifique régional – AcclimaTerra.

## Biographie
Entré à l'École normale supérieure (ENS) en 1976, il entame en 1978 une thèse de doctorat sur la modélisation des nuages dans le système climatique, qu'il soutiendra en 1985. Entre-temps, il travaille sur la modélisation des climats du passé avec Michael Ghil.

## Travaux
Tout au long de sa carrière, Hervé Le Treut a beaucoup apporté à la compréhension des phénomènes qui interviennent dans l'évolution du climat[réf. nécessaire] : interaction atmosphère/océan, influence du cycle de l'eau, mais également la prise en compte des effets biochimiques. Il a aussi étudié l'influence humaine dans l'effet de serre. Ses travaux ont donné lieu à une centaine de publications.
Ses compétences, internationalement reconnues[réf. nécessaire], lui ont valu de faire partie du GIEC, le groupe d'experts intergouvernemental sur l'évolution du climat. Il avance, en 2003, que pour stabiliser l'évolution du système climatique, « il faudrait diviser par deux ou trois les émissions mondiales de gaz à effet de serre », voire de carbone.
De plus, il communique régulièrement avec le grand public sur le rôle de l'activité humaine dans le réchauffement climatique.
En novembre 2009, il publie son livre Nouveau climat sur la Terre : comprendre, prédire, réagir, édition Flammarion. Il prévoit alors, du fait des émissions de CO2 bien « au-delà du pire scénario » prévu dans les projections du GIEC, une élévation des températures, selon les modèles, de 4 à 6 degrés d'ici la fin du siècle. La même année, l'échec de la Conférence de Copenhague l'engage à préciser que « si on ne fait rien, le seuil critique d'une hausse de 2 °C des températures sera franchi en 2050 ».

## Fonctions actuelles
Aujourd'hui, Hervé Le Treut est professeur en mécanique et physique de l'environnement à l'École polytechnique et à l'Université Pierre-et-Marie-Curie. Il enseigne également la dynamique climatique à l'École normale supérieure ainsi qu'à Sciences Po.
Il est membre de l'Académie des sciences depuis le 29 novembre 2005.

## Prix et distinctions
- Médaille de bronze du CNRS (1990)
- Prix Becquerel de l'Académie des sciences (1994)
- Membre de l'Academia Europaea (1999)
- Prix Dargelos de l'Association des anciens élèves de l'École polytechnique (2004)
- Membre de l'Académie des sciences (2005)
- Prix Leloir, décerné par le gouvernement argentin (2010)
- Officier de l’Ordre national du mérite (2011)[9]
- Officier des Palmes académiques(2011)
- Membre de l’Académie d’agriculture (2016)

## Publications et apparitions

### Publications
- Sur quelle planète bleue ai-je atterri ? Climat, mer, terre, atmosphère, ce qu'on ne sait pas encore, avec Anna Alter, éditions Le Pommier, octobre 2015
- Les impacts du changement climatique en Aquitaine, sous la direction d'Hervé Le Treut, Presses Universitaires de Bordeaux et LGPA-Éditions, collection "Dynamiques environnementales – À la croisée des sciences", 2013, 367 p.
- Nouveau climat sur la Terre : comprendre, prédire, réagir, Flammarion, novembre 2009
- Alain Aspect, Roger Balian, Gérald Bastard, Jean-Philippe Bouchaud, Bernard Cabane, Françoise Combes, Thérèse Encrenaz, S. Fauve, Albert Fert, Mathias Fink, Antoine Georges, Jean-François Joanny, Daniel Kaplan, D. Le Bihan, Pierre Léna, H. Le Treut, Jean-Paul Poirier, Jacques Prost et Jean-Loup Puget, Demain la physique, Odile Jacob, 2009  (ISBN 9782738123053)
- L'effet de serre, allons nous changer le climat ?, avec Jean-Marc Jancovici, Flammarion, coll. « Dominos », 2001, rééd. coll. « Champs », 2004

### Apparitions
Hervé Le Treut est représenté dans une interview de la bande dessinée Saison brune, parue en 2012.